# نافاخاس
بلدية نافاخاس (بالإسبانية: Navajas)‏، هي إحدى بلديات مقاطعة كاستيلون التي تقع في منطقة بلنسية، في شرق إسبانيا.
يبلغ عدد سكانها 646 نسمة وفقاً لإحصائية سنة (2006).